# Xiaoshengxian (Niuhuru)

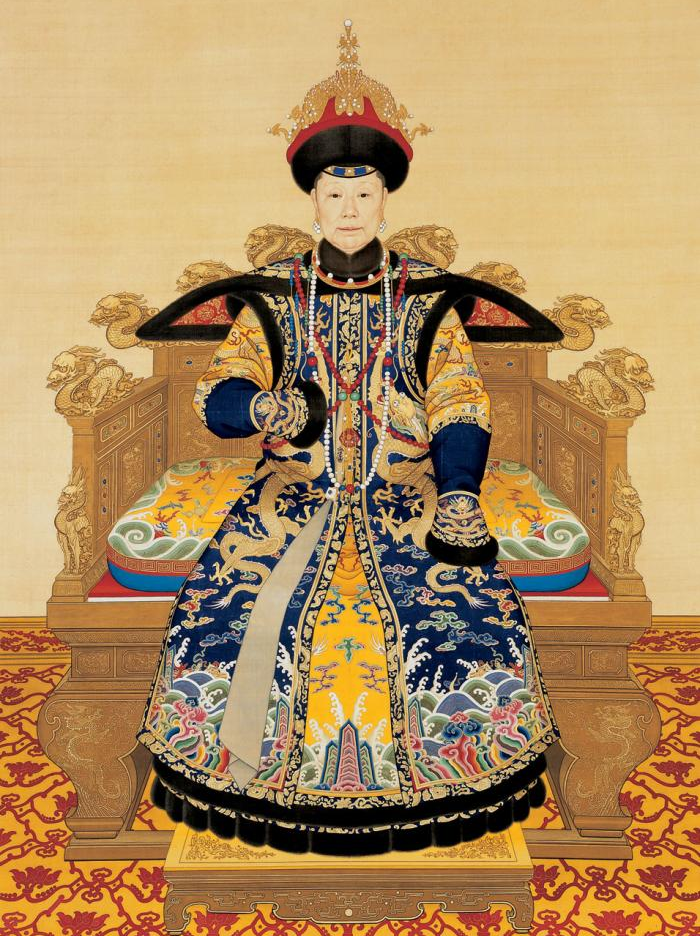
Kejsarinnan Xiaoshengxian

Xiaoshengxian, född 1 januari 1692, död 2 mars 1777, var en kinesisk änkekejsarinna, gift med kejsar Yongzheng och mor till kejsar Qianlong.   Hon var aldrig kejsarinna, men hade en hög ställning som änkekejsarinna 1735-77. 

## Biografi
Xiaoshengxian var dotter till Ling Chu, första prins Liang Rong av Manchuriets gula baner, och gavs som en av sex konkubiner till tronföljaren år 1705. 1711 födde hon Qianlong; då Yongzheng besteg tronen 1723 fick hon titeln gemålen Xi, och 1724 nådiga gemålen Xi. Under makens regeringstid var dock hans andra fru, Ulanara, Jing Xian, kejsarinna. 

### Änkekejsarinna
År 1735 blev hennes son Qianlong kejsare, och Xiaoshengxian fick titeln Änkekejsarinnan Chongqing. Änkekejsarinnan hade en mycket hög och inflytelserik ställning vid hovet och var djupt respekterad; hon åtföljde sonen på officiella resor, och då hon blev för gammal för att resa, slutade han också att göra det. Hon agerade som sonens rådgivare. Hennes födelsedagar 1751, 1761 och 1771 firades som nationella helgdagar, när allmänheten fick gåvor, skattereduceringar och amnestier. 1753 firades hennes födelsedag med enorma festligheter med offer till gudarna av hela hovet. Efter sin död gavs hon titeln Niuhuru, kejsarinnan Xiaoshengxian. 